# 什科茨揚 (什科茨揚市鎮)
什科茨揚（斯洛維尼亞語： 發音：[ˈʃkɔːtsjan]），是斯洛維尼亞東南部下卡尼奧拉傳統地區什科茨揚市鎮的聚居地及行政中心，为著名斯洛維尼亞傳教士 Ignatius Knoblecher（1819-1858年）的出生地。現在被納入東南斯洛維尼亞統計區。

## 教堂
當地的堂區教堂是獻給聖坎蒂烏斯和同伴，屬於天主教新梅斯托教區。它是一座中世紀建築，於17世紀擴建，18世紀改建為巴洛克風格。

## 外部連結
- 什科茨揚市鎮官方网站 （页面存档备份，存于） （斯洛文尼亚文）
- Škocjan at Geopedia （页面存档备份，存于）